# إعصار لورا
إعصار لورا (بالإنجليزية: Hurricane Laura) إعصار استوائي كبير وقوي ضرب ساحل الخليج بالولايات المتحدة وجزر الأنتيل الصغرى وجزر الأنتيل الكبرى ووفلوريدا كيز وهو الإعصار المداري الثالث عشر، والعاصفة الثانية عشرة، والإعصار الرابع، وأول إعصار كبير في موسم أعاصير المحيط الأطلسي لعام 2020. وهو أقوى إعصار في أغسطس بفعل سرعة الرياح في خليج المكسيك منذ إعصار كاترينا في عام 2005.
تشكلت لورا من موجة استوائية كبيرة تحركت قبالة ساحل غرب إفريقيا في 16 أغسطس وأصبحت منخفضًا استوائيًا في أغسطس 20. ضربت لورا جزر الأنتيل الصغرى وبورتوريكو كعاصفة استوائية، ثم تحركت عبر جزيرتي هيسبانيولا وكوبا، مما أدى إلى تحذيرات من عاصفة استوائية وإجلاء أكثر من 260 ألف شخص. في وقت مبكر من يوم 25 أغسطس، دخلت لورا خليج المكسيك، وبدأت في التنظيم لتصبح إعصارًا من الفئة الأولى. على الرغم من أن ريح القصّ المعتدل والهواء الجاف قد أخذا التكثيف الكبير، إلا أن ضغط لورا بدأ في الانخفاض سريعًا في وقت لاحق من ذلك اليوم حيث سمحت الظروف الجويّة الأكثر ملاءمة ودرجات حرارة سطح البحر الدافئة بالتعزز بسرعة. في وقت مبكر من 26 أغسطس، أصبحت لورا إعصارا رئيسيا من الدرجة الرابعة، مما أدى إلى عاصفة استوائية.
تسبب إعصار لورا ما لا يقل عن 57 شخصًا: 31 في هايتي، وأربعة في جمهورية الدومينيكان، و22 في الولايات المتحدة.

## تاريخ الأرصاد الجوية
في 16 أغسطس، ظهرت موجة استوائية قبالة الساحل الغربي لإفريقيا. في ذلك اليوم، أشار المركز الوطني للأعاصير (NHC) إلى إمكانية أن تتطور الموجة في نهاية المطاف إلى إعصار مداري، حيث تقدر إمكانات تطويرها بنحو 20% في غضون خمسة أيام. بعد يوم واحد، قدرالمركز أن هناك فرصة بنسبة 50٪ أن تتطور الموجة إلى إعصار مداري في غضون خمسة أيام، وزادت إمكانية التطور إلى 90٪ بحلول 18أغسطس. بحلول ذلك الوقت، نشأت منطقة ضغط منخفض مميزة داخل الموجة، مع وجود نطاقات مطرية بالقرب من المركز، في 20 أغسطس، كشفت صور الأقمار الصناعية أن النظام طور مركز دوران منخفض المستوى محدد (LLCC)، مع إطلاق الحمل الحراري حوله. نتيجة لذلك، بدأ المركز الوطني للأعاصير بإصدار تحذيرات بشأن الإعصار الاستوائي الثالث عشر، في حين كان الإعصار يقع على بعد نحو 1,035 ميل (1،670 كم) شرق وجنوب شرق جزر ليوارد الشمالية.
في 21 أغسطس، طار صائدو الأعاصير في المنخفض ولاحظوا رياحًا قوية. نتيجة لذلك، رفع المجلس الوطني للأعاصير (NHC) مستوى الموجة الاستوائية إلى العاصفة الاستوائية لورا على بعد 230 ميلاً (375 كم) شرق وجنوب شرق جزر ليوارد الشمالية. مما جعل لورا ثاني عشر عاصفة أطلسية تحمل اسم عاصفة، متجاوزة الرقم القياسي السابق لإعصار لويس لعام 1995 بثمانية أيام. أثناء عبور جزر ليوارد، كانت لورا سيئة التنظيم، مع نشاط قليل للعواصف الرعدية بالقرب من المركز، وحزم مطيرة سيئة التحديد إلى الجنوب، وتدفق خارجي محدد جيدًا. اشتدت قوة العاصفة عند مرورها جنوب بورتوريكو، مما أدى إلى حدوث عواصف رعدية كبيرة. في وقت مبكر من يوم 23 أغسطس، وصلت لورا إلى اليابسة بالقرب من سان بيدرو دي ماكوريس، جمهورية الدومينيكان، بسرعة 45 ميل في الساعة (72 كم/س) رياح. في وقت لاحق من ذلك اليوم، مر مركز لورا بالقرب من سانتو دومينغو، عاصمة جمهورية الدومينيكان. وأثناء عبور العاصفة الجزيرة، تحسن التدفق الخارجي ونمط الحمل الحراري. في وقت لاحق في 23 أغسطس، خرجت لورا من هايتي وعبرت ممر ويندوارد، حيث وصلت إلى اليابسة ثانية بالقرب من مقاطعة سانتياغو دي كوبا، كوبا، كعاصفة استوائية متوسطة المدى، مع رياح تبلغ سرعتها 60 ميل في الساعة (97 كم/س) وضغط مركزي لا يقل عن 1000 ملي بار (29.53 inHg). تدهورت بنية العاصفة، وفقدت جوهرها الداخلي من العواصف الرعدية، ووصلت لورا إلى اليابسة في غرب كوبا في محافظة بينار ديل ريو حوالي الساعة 00:00 UTC في 25 أغسطس. ثم عادت العاصفة إلى إعادة تنظيمها بعد أن نشأت في خليج المكسيك في وقت لاحق من ذلك اليوم
مع ريح القص الخفيف ودرجات حرارة سطح البحر الدافئة لخليج المكسيك، بدأت لورا في التكثيف بشكل كبير أثناء تتبعها من الغرب إلى الشمال الغربي بعيدًا عن كوبا، مدفوعًا بسلسلة تلال كبيرة فوق شرق الولايات المتحدة، وحوض صغير فوق وسط تكساس. تطور نمط الحمل إلى وسط كثيف ملبد بالغيوم. الساعة 12:15 UTC في 25 أغسطس، قام المركز الوطني للأعاصير بترقية لورا إلى حالة الإعصار، بناءً على تقارير من صائدي الأعاصير. في وقت لاحق من ذلك اليوم، بدأ الحمل الحراري في المركز يلتف في عين مليئة بالغيوم. في 26 أغسطس، تم تنظيم الحمل الحراري العميق للإعصار وأصبح أكثر تناسقًا، حيث أصبحت العين واضحة ومحددة جيدًا. الساعة 12:00 في ذلك اليوم بالتوقيت العالمي المنسق، اشتدت كثافة لورا وتحولت إلى إعصار كبير قبل أن تصل إلى قوة الفئة 4 بعد ست ساعات فقط.

### معلومات العاصفة الحالية
اعتبارًا من الساعة 7:00 مساء بتوقيت المنطقة الزمنية الوسطى (00:00 توقيت عالمي منسق) في 26 أغسطس (27 أغسطس)، يقع إعصار لورا في حدود 30 ميلا بحريا من 28°24′N 92°54′W / 28.4°N 92.9°W، حوالي 120 ميل (190 كم) جنوب ليك تشارلز، لويزيانا و120 ميل (190 كم) جنوب شرق بورت أرثر، تكساس. أقصى سرعة للرياح 130 عقدة (150 ميل/س؛ 240 كم/س)، مع هبات تصل إلى 155 عقدة (178 ميل/س؛ 287 كم/س). الحد الأدنى للضغط الجوي 940 ميليبار (28 inHg)، ويتحرك النظام من الشمال إلى الشمال الغربي بسرعة 13 عقدة (15 ميل/س؛ 24 كم/س)، تمتد رياح الإعصار إلى الخارج حتى 60 ميل (95 km) من المركز وتمتد رياح العاصفة الاستوائية إلى الخارج حتى 205 ميل (335 كم) من المركز.

## الاستعدادات

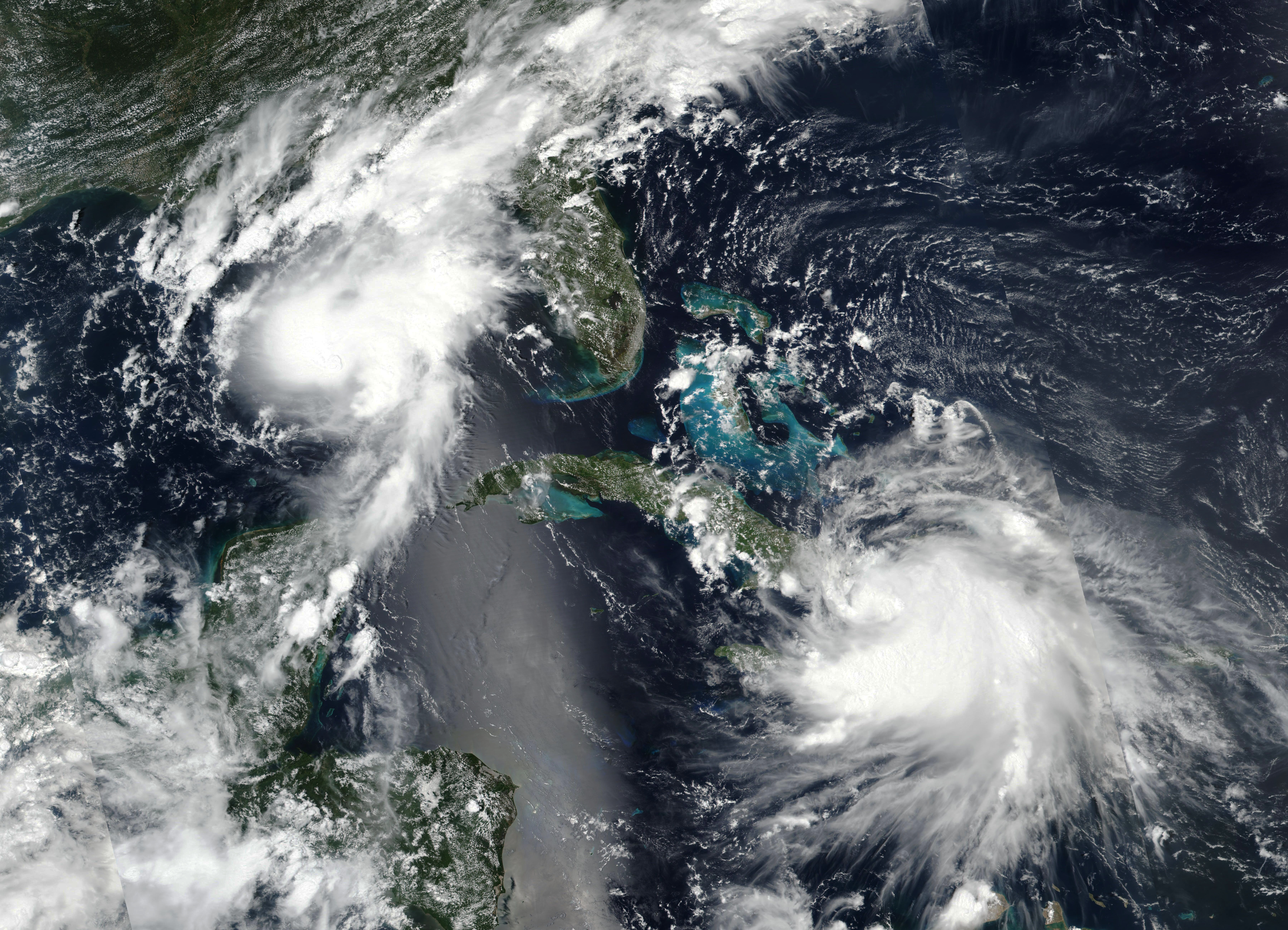
إعصار ماركو (يسار) والعاصفة الاستوائية لورا (يمين) في 23 أغسطس.

صدرت تحذيرات ومراقبة العواصف الاستوائية في جميع جزر الأنتيل الكبرى تقريبًا.

### جزر الأنتيل الصغرى وجزر فيرجن
استعدادًا للعاصفة، أغلقت المدارس في أنغويلا وأنتيغوا. في 20 أغسطس، تم إطلاق ساعة ترنادو لعدة جزر في المجموعة، ورُقيت إلى تحذير في اليوم التالي. دفعت العاصفة إلى إغلاق جميع الموانئ في جزر العذراء البريطانية.

### هيسبانيولا
تحذير من عاصفة استوائية من بونتا بالينكي إلى الحدود الشمالية لهايتي. كما تم إصدار تنبيه أحمر لـ 18 مقاطعة، والتنبيه الأصفر لـ 8، والتنبيه الأخضر لـ 6. حثت السلطات الهايتية الناس على الإخلاء إلى الملاجئ، مع التذكير بارتداء الأقنعة والالتزام بأوامر التباعد الاجتماعي في آريس بسبب جائحة فيروس كورونا 2019–20.

### جامايكا وجزر كايمان
على الرغم من أنه كان من المتوقع أن يظل مركز لورا شمال جامايكا، إلا أنه أيضًا من المتوقع أن تؤدي نطاقات المطر المرتبطة بها على الجانب الجنوبي من الدورة الدموية إلى هطول كميات كبيرة من الأمطار. في 23 أغسطس، أصدرت هيئة الأرصاد الجوية الجامايكية مراقبة للفيضانات السريعة للمناطق المنخفضة في جميع أنحاء البلاد. تمت ترقيته لاحقًا إلى تحذير من فيضان سريع في 24 أغسطس، حيث أثرت الأمطار الغزيرة على المنطقة.
في الأصل، كان من المتوقع أن يبقى الجزء الأكبر من العاصفة شمال جزر كايمان، ولكن مع استمرار التوقع في التحول إلى الجنوب الغربي من التوقعات السابقة، واستمرار هطول الأمطار الغزيرة وظروف العاصفة الاستوائية في الزيادة. أصدرت حكومة جزر كايمان تحذيرًا من عاصفة استوائية لجزرهم في 23 أغسطس. كان هذا بالإضافة إلى بيانات الطقس القاسي والتحذيرات من الفيضانات التي نُشرت فعليًّا.

### كوبا
قبل وصول لورا إلى كوبا لأول مرة في 23 أغسطس، صدرت تحذيرات وتحذيرات من العواصف الاستوائية في جميع أنحاء البلاد. في وقت م ، كان الطرف الغربي لكوبا تحت مراقبة عاصفة استوائية من لورا وتحذير من عاصفة استوائية من إعصار ماركو في نفس الوقت. قام المسؤولون بإجلاء 106000 شخص في مقاطعة سانتياغو دي كوبا، و81300 في مقاطعة هولغوين، و12000 في مقاطعة غوانتانامو. تم قطع الطاقة بشكل استباقي عبر مقاطعة غوانتانامو كإجراء احترازي. في 24 أغسطس، تم إجلاء 45000 شخص آخر في مقاطعة فيلا كلارا، و16466 شخصًا في مقاطعة ماتانزاس، و300 في مقاطعة سيغو دي أفيلا. أدت جائحة فيروس كورونا المستمرة إلى تعقيد جهود الإخلاء، مما أدى إلى عدم فتح ملاجئ إخلاء نموذجية مثل المدارس. ونُقل المشتبه في إصابتهم إلى مراكز الحجر الصحي. تم تنبيه السكان في جميع أنحاء البلاد إلى احتمال حدوث فيضانات واسعة النطاق لأن العديد من الخزانات كانت في أو بالقرب من طاقتها.

### الولايات المتحدة الأمريكية
هدد الإعصاران ماركو ولورا مجموعة كبيرة من منصات النفط المنتشرة عبر خليج المكسيك. بحلول 23 أغسطس، توقف حوالي 58 % من إنتاج النفط و45 % من إنتاج الغاز الطبيعي؛ وشمل ذلك إخلاء 114 منصات. بحلول 25 أغسطس أُخليَ 299 من 643 منصة و27 من 28 منصة متحركة. في الساعة 19:40 بالتوقيت العالمي المنسق يوم 26 أغسطس، تم إطلاق ساعة طرنادو لجنوب وغرب لويزيانا، أقصى جنوب شرق تكساس، وكوستال ووترز.

#### بورتوريكو
أعلن حاكم بورتوريكو واندا فازكيز حالة الطوارئ، وكانت فرق الوكالة الفيدرالية لإدارة الطوارئ على استعداد للمساعدة في عمليات الإنقاذ في بورتوريكو.

#### فلوريدا
في 21 أغسطس، أعلن حاكم فلوريدا رون ديسانتيس حالة الطوارئ للمقاطعات الجنوبية في الولاية. جرى تجهيز وحدة مستشفى متنقلة مسبقًا في مقاطعة ماريون وجُهزت مجموعات معدات الحماية الشخصية لتوزيعها على الملاجئ. تم إطلاق ساعة طرنادو لفلوريدا كيز مع اقتراب العاصفة، وعلى الرغم من أن الجانب الشمالي من المنطقة خرج من داخل منطقة التحذير لابتعاد لورا جنوبًا أبعد مما كان متوقعًا. إلا أنه جرى ترقية الباقي في النهاية إلى تحذيرات. أعلن عمدة مقاطعة مونرو، هيذر كاروثرز، حالة الطوارئ المحلية، والإجلاء الإلزامي للمنازل والقوارب المتنقلة، على الرغم من السماح للزوار بالبقاء.

#### تكساس

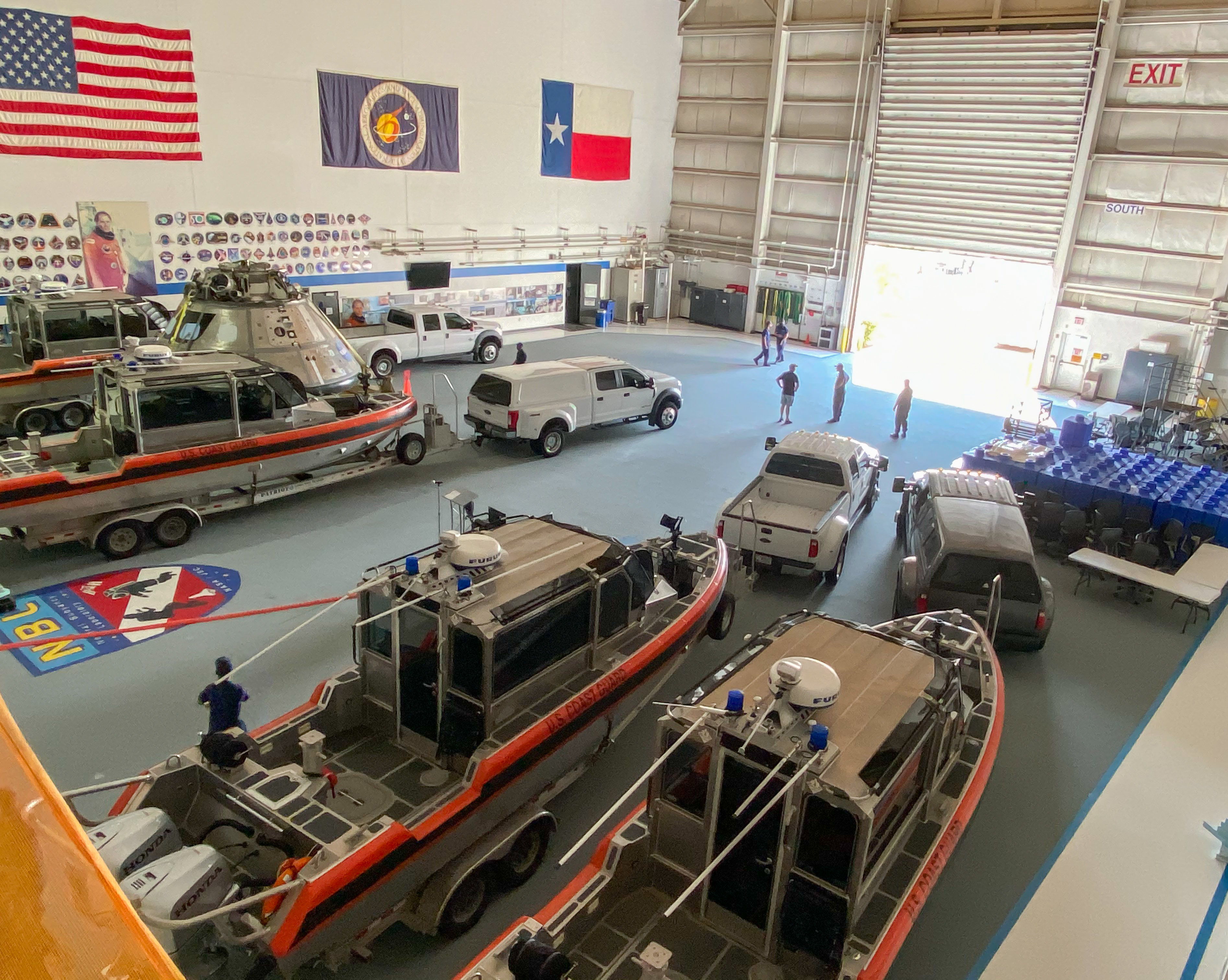
قوارب خفر سواحل الولايات المتحدة جاهزة للانطلاق في مختبر الطفو المحايد في هيوستن

أطلقت ساعة طرنادو تنبيهًا من الأعاصير والعواصف الاستوائية في المناطق القريبة شرق غالفستون بشكل رئيسي في 24 أغسطس. تمت ترقية معظمهم إلى التحذيرات في اليوم التالي، كما تم إصدار مراقبة فيضان سريع للجزء الشرقي من الولاية.
في 23 أغسطس، أعلن حاكم ولاية تكساس غريغ أبوت حالة الطوارئ في 23 مقاطعة في شرق تكساس. في 25 أغسطس، صدرت أوامر إخلاء إلزامية للمناطق المنخفضة في مقاطعات تشامبرز وجالفستون وجيفرسون، ولكامل مقاطعة أورانج. وشمل ذلك شبه جزيرة بوليفار ومدينتي غالفستون وبورت آرثر بالكامل. نصح مسؤولو مدينة جالفستون السكان بأن جميع خدمات المدينة ستتوقف ظهر يوم 25 أغسطس، وعند وصول رياح العاصفة الاستوائية، سيتم تعليق خدمات الطوارئ. تم استخدام ما مجموعه 50 حافلة للمساعدة في عمليات الإخلاء. صدر أمر إخلاء طوعي للمناطق الساحلية في مقاطعتي برازوريا وهاريس. كان ما يقدر بنحو 385000 شخص تلقوا أوامر الإخلاء في الولاية، بما في ذلك مدينة بومونت بأكملها.

#### لويزيانا

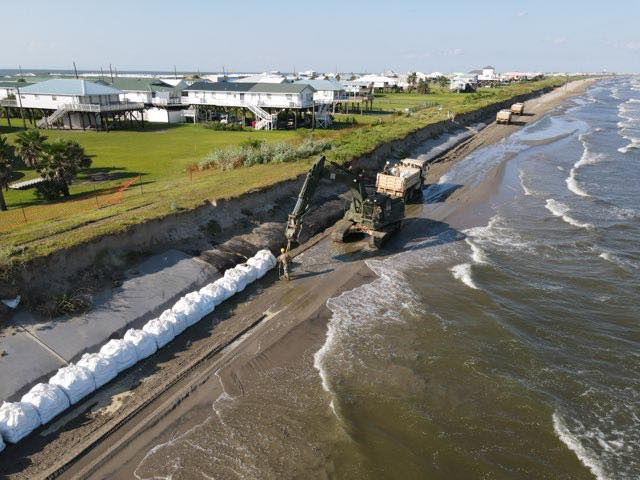
جنود ومركبات من الحرس الوطني لجيش لويزيانا يعززون السد قبل إعصار لورا

أطلقت ساعة ساعات للأعاصير والعواصف الاستوائية وعرام العواصف للساحل بأكمله تقريبًا في 24 أغسطس. جاء ذلك بعد ساعات فقط من إلغاء الجزء الجنوبي الشرقي من الولاية تحذيرات ماركو من العواصف الاستوائية وعرام العواصف. تمت ترقية معظم الساعات إلى تحذيرات في اليوم التالي ، كما تم إصدار ساعة فيضان سريع للنصف الغربي من الولاية بأكثر من 10 بوصة (25 سـم) من المطر كان متوقعًا. مع تزايد خطر الارتفاع على الساحل، ذكر مرصد الأرصاد الوطني أنه سيكون هناك «عاصفة لا يمكن النجاة منها مع موجات كبيرة ومدمرة».
في 21 أغسطس، أعلن حاكم ولاية لويزيانا جون بيل إدواردز حالة الطوارئ لـ 36 مقاطعة بسبب التهديد المتزامن للإعصارين ماركو ولورا. جرت عمليات الإجلاء المتعلقة بماركو في وقتها في مقاطعة بلاكيماينز ومقاطعة جيفرسون وغراند إيسل وميناء فورشون. وفي 25 أغسطس، صدر أمر إخلاء إلزامي لكامل مقاطعة كالكاسيو. وافتتحت الملاجئ التي تديرها الدولة لما يقرب من 200.000 شخصًا، مع الاتزام بقواعد السلامة والتباعد بسبب جائحة فيروس كورونا.

#### ميسيسيبي
على الرغم من كونه بعيدًا عن مركز العاصفة، فقد تم وضع ساحل مسيسيبي تحت مراقبة عاصفة من أوشن سبرينغز غربًا في 24 أغسطس بسبب الحجم الهائل للورا. ومع ذلك، تم إسقاطها قبل وصول العاصفة إلى اليابسة. أعلن حاكم ولاية ميسيسيبي تيت ريفز حالة الطوارئ في 22 أغسطس، بسبب كل من إعصاري لورا وماركو، وهو ما منحته الحكومة الفيدرالية في 24 أغسطس.

## التأثير
| بلد                        | قتلى | المرجع |
| -------------------------- | ---- | ------ |
| جمهورية الدومنيكان         | 4    | [ 50 ] |
| هايتي                      | 21   | [ 51 ] |
| الولايات المتحدة الأمريكية | 2    | [ 52 ] |
| مجموع                      | 27   |        |

### جزر الأنتيل الصغرى
أثناء مرور لورا عبر جزر ليوارد، تسببت العاصفة في هطول أمطار غزيرة على جزر غوادلوب ودومينيكا، والتي التُقطت على صور الرادار من غوادلوب. في جزر الأنتيل الهولندية، شهدت سابا وسينت أوستاتيوس وسينت مارتن فيضانات طفيفة. أثر انقطاع التيار الكهربائي المتناثر على 4000 شخصًا في سانت كيتس ونيفيس. وفي جزر فيرجن، بلغت ذروة عاصفة الرياح 41 ميل في الساعة (65 كم/س) في ساندي بوينت، وسينت كروا. وتسبب في انقطاع التيار الكهربائي في بعض المناطق وفيضانات مفاجئة عبر جزر فيرجن.

### هيسبانيولا

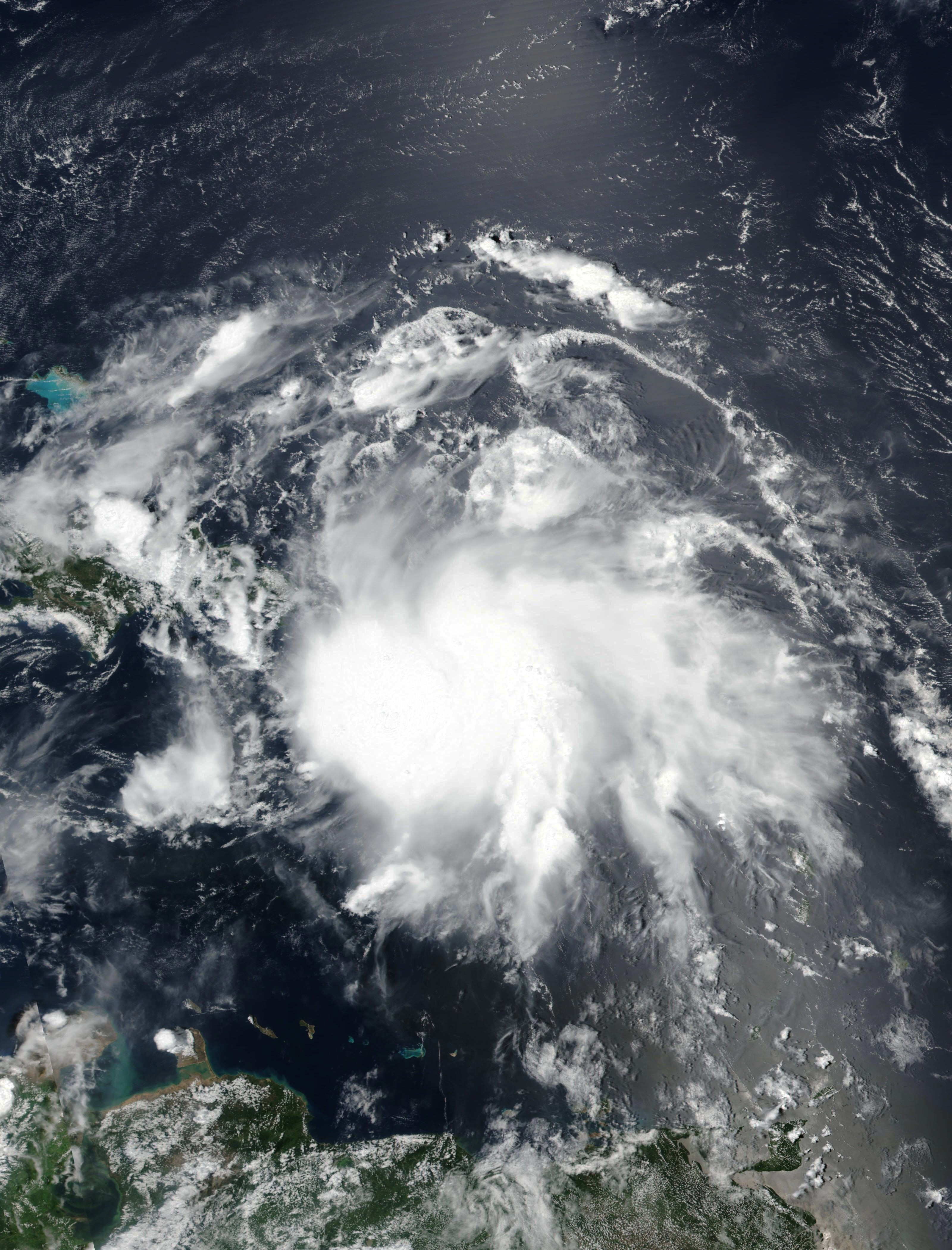
عاصفة استوائية لورا فوق ممر منى، تقترب من جمهورية الدومينيكان وهايتي في 22 أغسطس

تسببت العاصفة الاستوائية لورا في رياح مدمرة وأمطار غزيرة في معظم أنحاء جمهورية الدومينيكان. كان هطول الأمطار أغزر على طول الساحل الجنوبي، حيث بلغ ذروة التراكم على مدار 24 ساعة 11.7 بوصة (300 مـم) في باراهونا. انقطعت الطاقة الكهربائية عن ما يقرب من 1.1 مليون شخصا، بينما تعرض 1.56 مليون شخصا لانقطاع في خدمات المياه. أشارت التقييمات المبكرة اعتبارًا من 24 أغسطس إلى ضرر كبير لحق 1791 منزل، مما أدى إلى إخلاء 8995 شخص. وماتت امرأة وابتها في سانتو دومينغو، بعد انهيار منزلهما بسبب المطر الذي سببته العاصفة لورا، وفي بيدرو براند، مات رجل عندما سقطت شجرة على منزله. وتم الإبلاغ عن فيضانات شديدة عبر سانتو دومينغو. كما فقد ضابط شرطة حياته في مقاطعة إلياس بينيا.
على غرار جمهورية الدومينيكان، أثر هطول الأمطار الغزيرة على جزء كبير من هايتي؛ وبحسب محطة أرصاد جوية خاصة في بورت أو برانس بلغ هطول الأمطار 6.61 بوصة (168 مـم). أثرت الفيضانات العارمة على المقاطعة، مما أجبر العديد من العائلات على إخلاء منازلهم. اعتبارًا من 25 أغسطس، تم تأكيد مقتل 21 شخصًا على الأقل وفقد 5 آخرين. فاض سد Péligre، مما أدى إلى تدفق مياه الفيضانات إلى أسفل وادي Artibonite. ونبه وزير الأشغال العامة نادر جواسيوس السكان إلى احتمال انهيار السد. عانت الزراعة من أضرار كبيرة حيث عانت السكان من نقص الغذاء المرتبط بجائحة فيروس كورونا 2019-2020. دمرت الفيضانات 447 منزلاً ودمرت 15 آخرين في أنحاء منطقة أرتيبونيت.

### كوبا
بعد إزالة هيسبانيولا، تسببت العاصفة الاستوائية لورا في رياح مدمرة وأمطار فيضانات في جنوب شرق كوبا في 23 - 24 أغسطس. وصلت سرعة الرياح إلى 146 كيلومتر في الساعة (91 ميل/س) في ميسى، تمزيق أسطح المنازل وتدمير الأشجار. بلغ هطول الأمطار 241.5 مليمتر (9.51 بوصة) في Complejo Palma وSantiago de Cuba و190.6 مليمتر (7.50 بوصة) في سان أنطونيو ديل سور، غوانتانامو. كانت الأضرار عبر مقاطعة هولغوين محدودة نسبيًا؛ تضررت بعض الهياكل والمحاصيل وحدث انقطاع متفرقة للتيار الكهربائي. انهار جسر في بوي أريبا، مقاطعة غرانما، بسبب الفيضانات التي أدت إلى عزل 30 منطقة. سجلت محطة في كابو كروز رياحًا مستدامة بلغت 80 كيلومتر في الساعة (50 ميل/س) وعاصفة 104 كيلومتر في الساعة (65 ميل/س). حدثت فيضانات طفيفة وانقطاع التيار الكهربائي في مقاطعة لاس توناس.

### جامايكا وجزر كايمان
تسببت الفيضانات المفاجئة في جميع أنحاء جامايكا في اضطرابات كبيرة في البنية التحتية للطرق. بحسب محطة الطقس في نيغريل بلغت هطول الأمطار 4.97 بوصة (126 مـم). أدى الانهيار الأرضي إلى قطع الطريق الرئيسي المؤدي إلى مدينة غوردون؛ أعاقت التضاريس غير المستقرة جهود إزالة الحطام. تم جرف جسر في سانت توماس باريش، وعزل سكان ترينيتي فيل، جورجيا، ووادي سيدار. بالإضافة إلى ذلك، انهار الطريق الرئيسي الذي يربط بابين بقلعة دالاس في خليج بول. وبلغت سرعة هبوب الرياح 35 إلى 40 ميل في الساعة (56 إلى 64 كم/س) على طول السواحل الجنوبية بالقرب من كينغستون، وفي مونتيغو باي على الساحل الشمالي للبلاد. بلغ إجمالي تقديرات الأضرار الأولية حوالي 54 مليون دولارًا جامايكيًا، (360.000 دولار أمريكي) وفقًا لوكالة الأشغال الوطنية في جامايكا(NWA).
ضربت الرياح العاتية والأمطار الغزيرة جزر كايمان حيث مرت لورا إلى الشمال مباشرة.

### الولايات المتحدة الأمريكية

#### بورتوريكو
في بورتوريكو، قطعت لورا الأشجار وتسببت في فيضانات في ساليناس. وتطاير جزء من لافتة مدينة ساليناس خلال العاصفة. بلغت ذروة 4.09 بوصة (104 مـم) من الأمطار في فيلالبا، مع ذروة رياح تبلغ 75 ميل في الساعة (121 كم/ساعة) تم الإبلاغ عنها في ساليناس. وفقد ما يقرب من 200.000 شخص الطاقة في بورتوريكو، وفقد ما يقرب من 14000 خدمات المياه.

#### فلوريدا
أثرت هبوب رياح العاصفة المدارية على عدة مقاطعات عبر جنوب فلوريدا، ولا سيما مقاطعات كولير وميامي دايد ومونرو، تحرك خط عاصفة قوي عبر كي ويست، مما أدى إلى إتلاف مصابيح الشوارع وتوليد 69 ميل في الساعة (111 كم/س) عاصفة رياح في مركز كي ويست التابع لدائرة الأرصاد الجوية الوطنية. غرق أحد المنقذين في جزيرة سانت جورج أثناء محاولته إنقاذ سباح وقع وسط الأمواج الوعرة.

#### لويزيانا
بدأ إصدار العديد من التحذيرات من الإعصار في جميع أنحاء لويزيانا عندما اقتربت لورا من الساحل في 26 أغسطس. تم الإبلاغ عن إعصار واحد في بينكورتفيل، لويزيانا، على الرغم من عدم حدوث أضرار. بدأت ارتفاعات المياه الساحلية في حوالي الساعة 19:00 بالتوقيت العالمي المنسق يوم 26 أغسطس. كان التقرير الأول لرياح قوة العاصفة الاستوائية المستمرة على الأرض في سيبريمورت بوينت، على خليج فيرميليون، حيث كان 45 ميل في الساعة.

#### تكساس
شهدت منطقة شرق تكساس بعض التحذيرات من الأعاصير عندما اقتربت لورا من اليابسة في 26 أغسطس. بدأت المياه الساحلية في الجزء الجنوبي الشرقي من الولاية في حوالي الساعة 20:00 بالتوقيت العالمي المنسق في نفس اليوم. قُتل شخص وأصيب آخر بعد أن ضربتهم الأمواج العاتية من لورا بالأرصفة البحرية في كوربوس كريستي في 26 أغسطس.

#### ميسيسيبي
على الرغم من انخفاض تهديد الطفرة على الساحل، لا تزال ولاية مسيسيبي تواجه خطر الأعاصير من العاصف، خاصة على الجانب الغربي من الولاية. تم إصدار عدد من تحذيرات الإعصار لأجزاء من الولاية اعتبارًا من 26 أغسطس.

## ما بعد الكارثة

### هايتي
بعد مرور لورا، بدأت المديرية العامة للحماية المدنية في هايتي (DGCP) تقييم الأضرار. ووزعت طرود من المواد الغذائية للسكان المتضررين في لإدارة الغربية، ونيبيس، الجنوب الشرقي، والإدارة الجنوبية كما جرى إرسال منتجات معالجة المياه إلى آنس بيترس وبيلي آنس من قبل المديرية الوطنية لمياه الشرب والصرف الصحي. ونشرت منظمة الصحة العالمية ومنظمة الصحة للبلدان الأمريكية (PAHO) فرقًا طبية في جميع أنحاء البلاد لمساعدة جمعية الصليب الأحمر الهايتي، على الرغم من إعاقة نقل الضحايا بسبب الوصول المحدود إلى سيارات الإسعاف. جرى تحويل إحدى عشرة مدرسة إلى ملاجئ؛ ومع ذلك اختار العديد من الذين جرى إجلاؤهم البقاء مع الجيران أو الأقارب بسبب مخاوف من جائحة فيروس كورونا 2019-20.

## روابط خارجية
- الأرشيف الاستشاري للمركز الوطني للأعاصير حول إعصار لورا
- المركز الوطني للأعاصير (NHC)
- مركز التنبؤ بالطقس (WPC)
- العاصفة الاستوائية لورا تضرب منطقة البحر الكاريبي - 22 أغسطس 2020
- العاصفة الاستوائية لورا تضرب بورتوريكو وجمهورية الدومينيكان وهايتي - 23 أغسطس 2020